# Frener
Un frener era un menestral que tenia l'ofici de fabricar frens o altres guarnicions dels cavalls o muls i vendre'ls.
A Barcelona, ja n'hi havia des del 1145; el 1257 ja participen en el govern de la ciutat. En aquesta ciutat eren la base de la confraria dels esteves.
Els anys 1445-1452, n'hi havia seixanta-tres, alguns dels quals eren basters, mandreters, pintors, batifullers o il·luminadors.